# Ilja Ajzensjtok

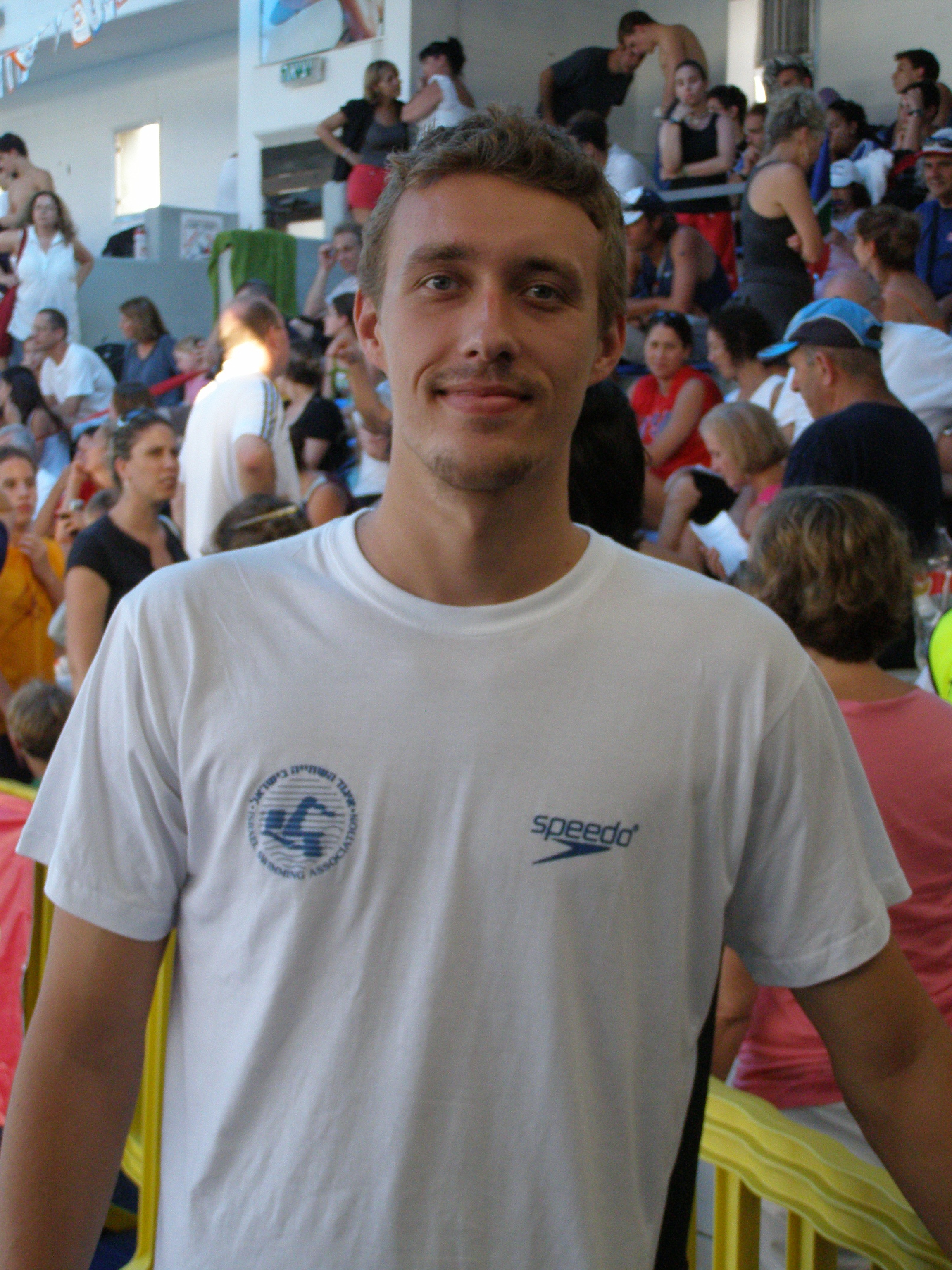
Ilja Ajzensjtok vid Maccabiah Games 2009

Ilja Ajzensjtok, född 5 juli 1988 i Nizjnij Novgorod, Ryssland, är en israelisk elitsimmare.
Ajzensjtok föddes i den ryska staden Nizjnij Novgorod, men tävlar numer internationellt för Israel. Han tävlar i collegesimning för Georgia Tech. Han simmar främst ryggsim. Han har två klubbrekord för Georgia Tech, på 100 meter ryggsim med tiden 47.57, och på 200 meter ryggsim med tiden 1:43.23. Ajzensjtok är även medlem i Israels simlandslag. Vid de europeiska juniormästerskapen 2006 slutade han fyra på 100 meter ryggsim. Vid de israeliska mästerskapen har han en andra plats på 100 meter ryggsim. Hans personliga rekord på distansen 100 m ryggsim är även det israeliska juniorrekordet.

## Personliga rekord
Till och med säsongen 2009/2010
| Gren              | Tid     | Tävling               |
| ----------------- | ------- | --------------------- |
| 50 meter frisim   | 21.03   | ACC-mästerskapen 2009 |
| 50 meter ryggsim  | 22.24   | ACC-mästerskapen 2009 |
| 100 meter ryggsim | 47.57   | ACC-mästerskapen 2009 |
| 200 meter ryggsim | 1:43.23 | ACC-mästerskapen 2009 |